# Levente Jova
Levente Jova (Orosháza, 30 gennaio 1992) è un calciatore ungherese, portiere del Vasas.

## Carriera

### Club
Il 7 settembre 2019 è entrato nel novero dei portieri goleador, decidendo con un calcio di rigore all'80º minuto la partita vinta per 3-4 contro l'Ajka.

### Nazionale
Ha giocato nelle nazionali giovanili ungheresi Under-20 ed Under-21.

## Palmarès

### Club

#### Competizioni nazionali
- Coppa di Lega ungherese: 2

Ferencváros: 2012-2013, 2014-2015
- Coppa d'Ungheria: 2

Ferencváros: 2014-2015, 2015-2016
- Supercoppa d'Ungheria: 2

Ferencváros: 2015, 2016
- Campionato ungherese: 1

Ferencváros: 2015-2016